# Space Master X-7
Space Master X-7 este un film SF american din 1958 regizat de Edward Bernds. În rolurile principale joacă actorii Robert Ellis, Bill Williams, Lyn Thomas.

## Prezentare
O sondă spațială se întoarce pe Pământ având o ciupercă misterioasă, care, atunci când atinge accidental sângele uman, se transformă într-o cantitate mare de rugină spațială. Dacă nu este oprită, această infecție ar putea acoperi toată lumea.

## Actori
- Bill Williams este John Hand
- Lyn Thomas este Laura Greeling
- Robert Ellis este Pvt. Joe Rattigan
- Paul Frees este Dr. Charles T. Pommer
- Rhoda Williams este Stewardess Archer
- Joan Barry este Jean Meyers, a brunet
- Carol Varga este Elaine Frohman
- Thomas Browne Henry este Prof. West
- Thomas Wilde este Collins
- Fred Sherman este Mr. Morse, Hotel Manager
- Gregg Martell este Jim Dale, plane engineer
- Jess Kirkpatrick este Pilot Vaccarino
- Court Shepard este Battalion Fire Chief Hendry
- Moe Howard este Retlinger, the Cab Driver
- Al Baffert este Plane passenger

## Video game
Un joc video numit Space Master X-7 a fost lansat în 1983 pentru Atari 2600 de către divizia de marketing de la Fox. Jocul nu este bazat pe film: programatorul David Lubar nici măcar nu a auzit de acest film înainte ca Fox să decidă să denumească astfel jocul original pe care acesta l-a dezvoltat. Jocul pentru Atari 800 a fost publicat de Sirius Software în același an și a fost lansat ca Alpha Shield, nemaiexistând astfel nicio conexiune cu filmul.